# Withanie snodárná
Withanie snodárná (Withania somnifera; v sanskrtu अश्वगन्ध, ašvagandha) je vytrvalá, subtropická až tropická rostlina, druh rodu withanie, která bývá po několik tisíciletí využívána v systému tradičního indického lékařství, v Ájurvédě.

## Rozšíření
Nenáročná rostlina rostoucí na kamenitých, suchých až vyprahlých půdách, od savan až do polopouští. Vyskytuje se na teplých, dobře osvětlených místech, na okrajích křovin, podél cest, na lidmi narušených stanovištích. Má široký areál výskytu v subtropech i tropech Evropy, Asie a Afriky. Jen s obtížemi lze určit, ve kterých oblastech je původní. Ještě před počátkem našeho letopočtu, a hlavně následně s nástupem cestování a předávání vědomostí, byla šířena na mnohá území tehdy známých kontinentů.

## Popis
Vytrvalá, stálezelená dřevnatějící bylina nebo keř vysoký 50 až 200 cm. Větve má hustě porostlé hvězdicovitými chlupy, které rostlině dávají našedlou barvu. Jsou porostlé řapíkatými listy s vejčitými či podlouhlými čepelemi, dlouhými 3 až 10 cm a širokými 2 až 7 cm. Celokrajné listy s klínovitou bázi jsou na vrcholu špičaté, z lícní strany našedlé a řídce chlupaté a z rubové hustě šedě plstnaté.
Žlutozelené, pětičetné, oboupohlavné květy na krátkých stopkách vytvářejí v počtech čtyři až šest úžlabní svazečky. Srostlý kalich dlouhý je v době květu dlouhý 5 mm a má úzce trojúhelníkovité cípy, žlutozelená, zvonkovitá koruna je o málo větší kalichu a stejně jako kalich je na vnější straně chlupatá, V květu je pět tyčinek se žlutými prašníky. Dvouplodolistový, jednodílný svrchní semeník má jednu čnělku. Plodem je oranžová, lesklá, kulovitá, 5 až 8 mm velká bobule obalená vytrvalým kalichem. Obsahuje světle hnědá semena velká asi 2 mm.

## Pěstování
I přes to, že je Ašvaganda tropická rostlina, na pěstování se řadí mezi méně náročné. Vhodná doba na vsazení semen je květen, kdy už nehrozí nízké ranní teploty spojené s ranními mrazíky. Semena rostliny jsou malá a proto se vysejí pouze na povrch zeminy, poté se jemně do půdy zatlačí a nakonec se přikryjí fólií. Venku se Ašvaganda nechává od jara do podzimu a v zimě je potřeba přesunout do domácího prostředí, kde přečká chladné počasí. Pokud by se nepřemístila, zahynula by. Rostlina se musí pravidelně hnojit organickým hnojivem tak, aby byla půda stále vlhká.

## Užití
Ašvaganda si získala oblibu díky svému univerzálnímu užití. Má afrodiziakální, antivirové, baktericidní, antioxidační, stimulující a protizánětlivé účinky. Jako afrodiziakum ji mohou užívat ženy i muži. Může být nápomocná při sexuálních poruchách, frigiditě či neplodnosti a zvyšuje chuť na samotný milostný akt. Je označována za velmi spolehlivé přírodní afrodiziakum. Ašvaganda napomáhá lépe překonat stresové vypětí, působí proti stavům úzkosti, depresím a celkovému vyčerpání. Zároveň působí jako mírný stimulant při únavě a napomáhá lepší soustředěnosti, koncentraci a zlepšuje paměť. Její užívání má kladný vliv na funkci mozku, vstřebávání a následné uchování informací. Ašvaganda si vysloužila přezdívku "bylina mládí", jelikož zpomaluje stárnutí. Podporuje správnou funkci imunitního systému a celého organismu a vyživuje tkáně, svaly i kosti v těle a tím pádem zabraňuje jejímu rychlému opotřebení. Brání také poklesu vitaminu C, vápníku a libida.
Ašvaganda se také ukázala jako vhodný doplněk stravy při prodělávání onkologických onemocnění, protože ochraňuje zdravé buňky před nádorovým bujením. Dále ochraňuje játra a zlepšuje fyzickou i psychickou vitalitu. Má pozitivní vliv také na krev. Snižuje krevní tlak, cholesterol i cukr v krvi a díky vysokému obsahu železa navyšuje i počet krvinek. Ašvaganda je vhodná i pro sportovce, jelikož ochraňuje svalovou hmotu. Při delším užívání napomáhá zmírnit příznaky artritidy.

## Dávkování
Z rostliny se využívá malý kořen (5–10 milimetrů), který se rozdrtí. Z takto připraveného kořene se připravuje odvar, kdy se přibližně 3–5 gramů přidají do mléka nebo vody a povaří. Nápoj by měl osvěžit, posílit a pročistit, Kořen má hořkou chuť. Odvar je možno si dochutit medem nebo cukrem. První účinky se objeví přibližně po měsíci pravidelného užívání. Rostlina však není vhodná pro těhotné a kojící ženy a děti.

## Galerie

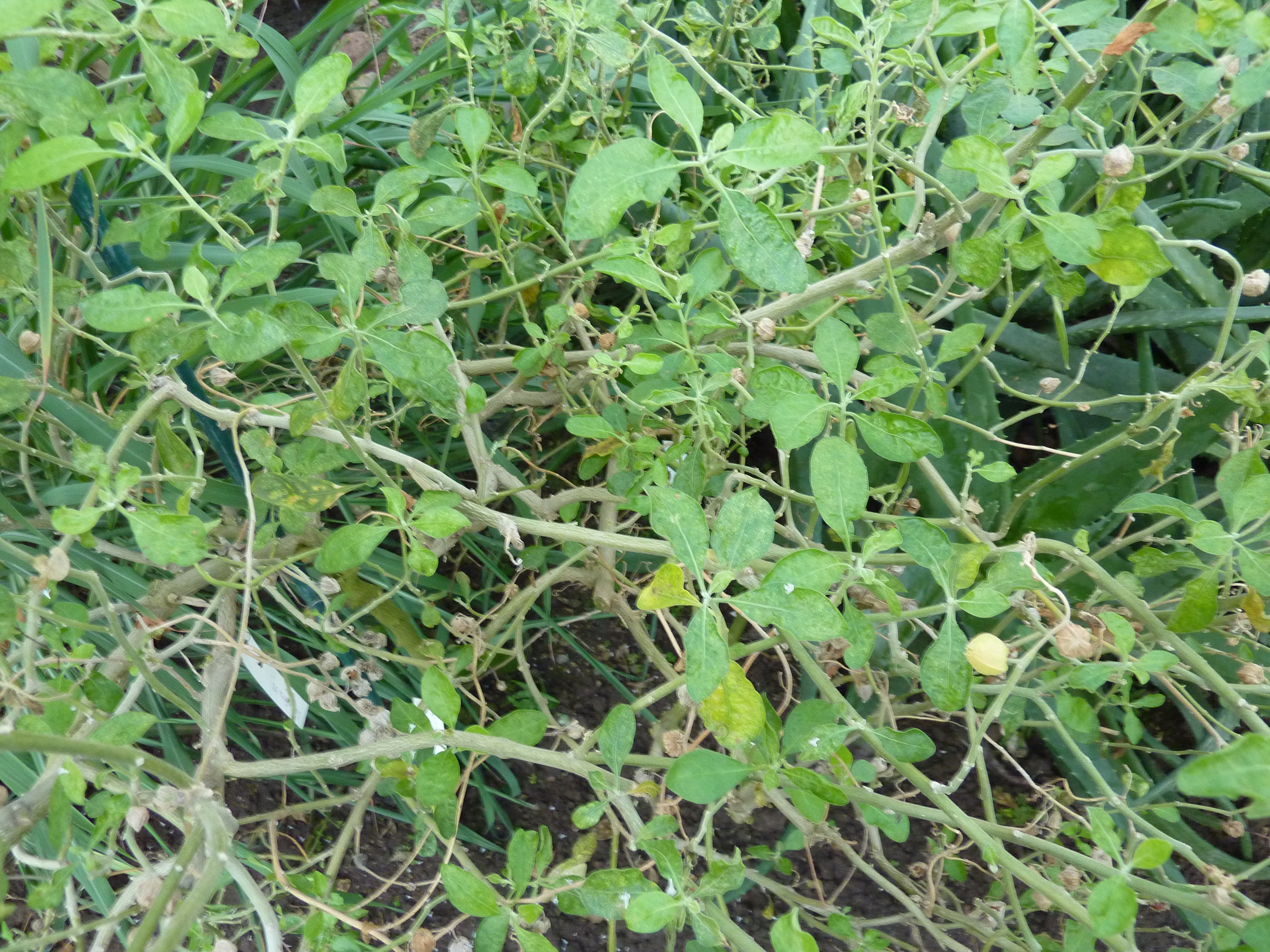
Porost withanie snodárné
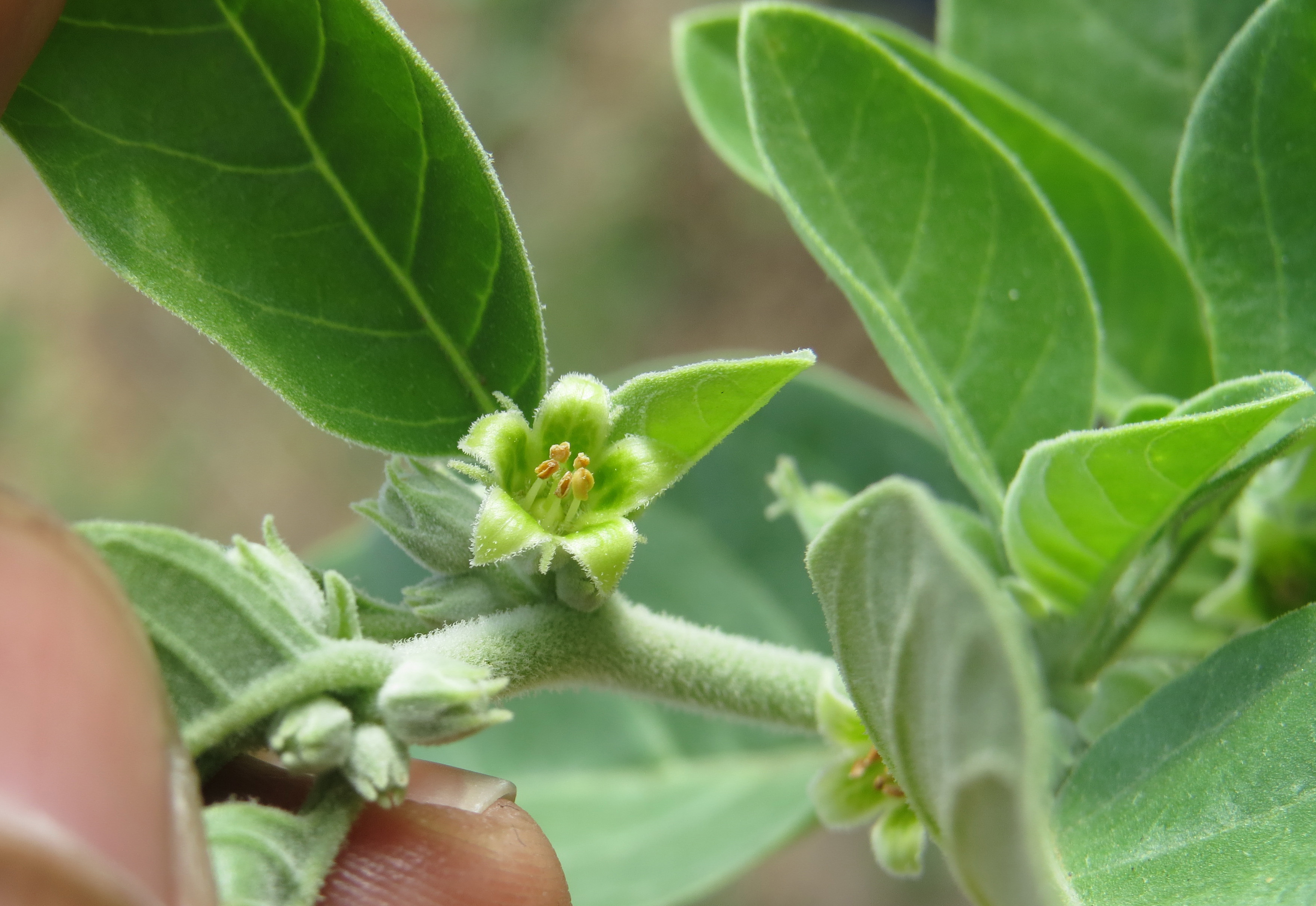
Květ
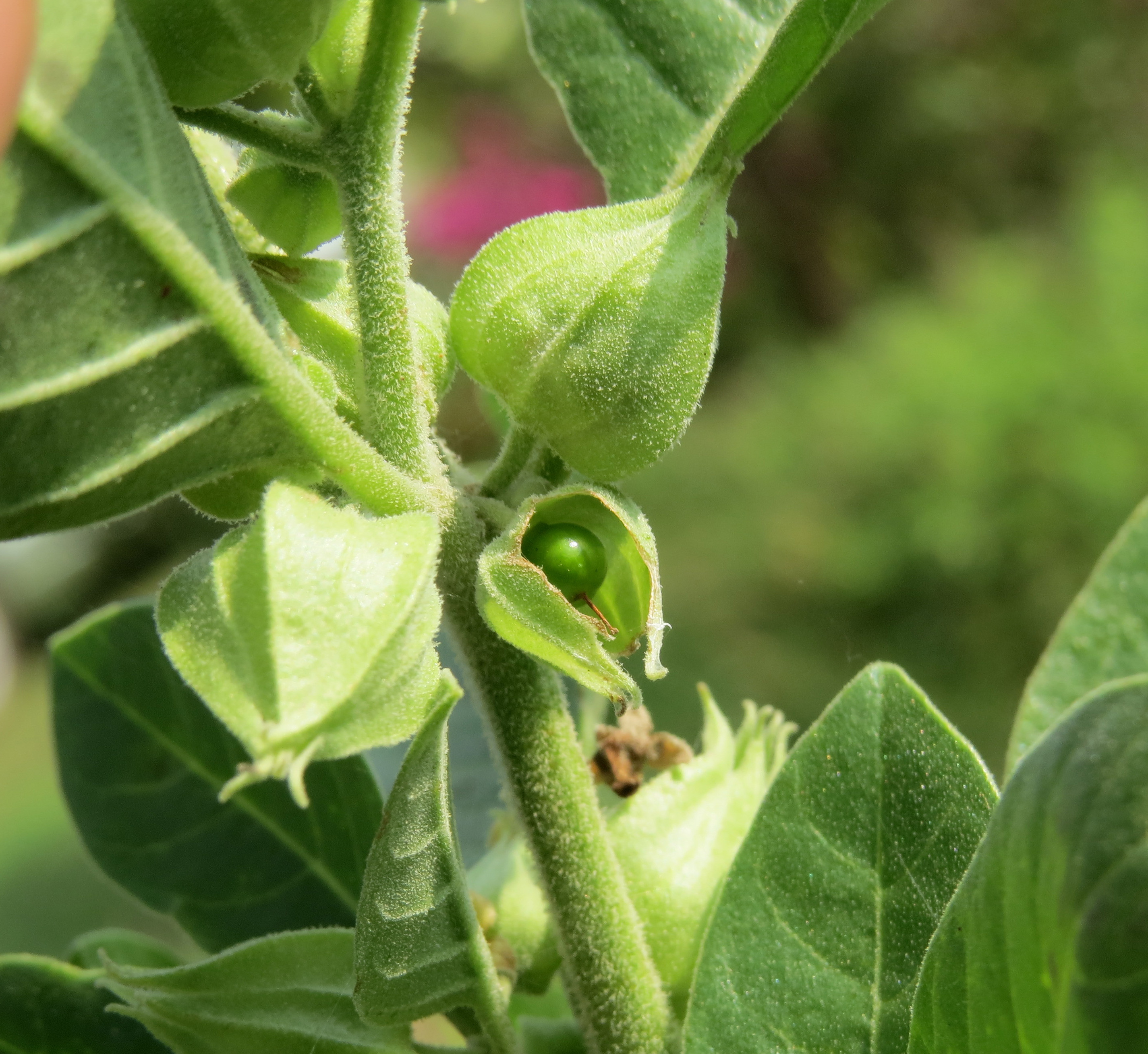
Nezralé plody
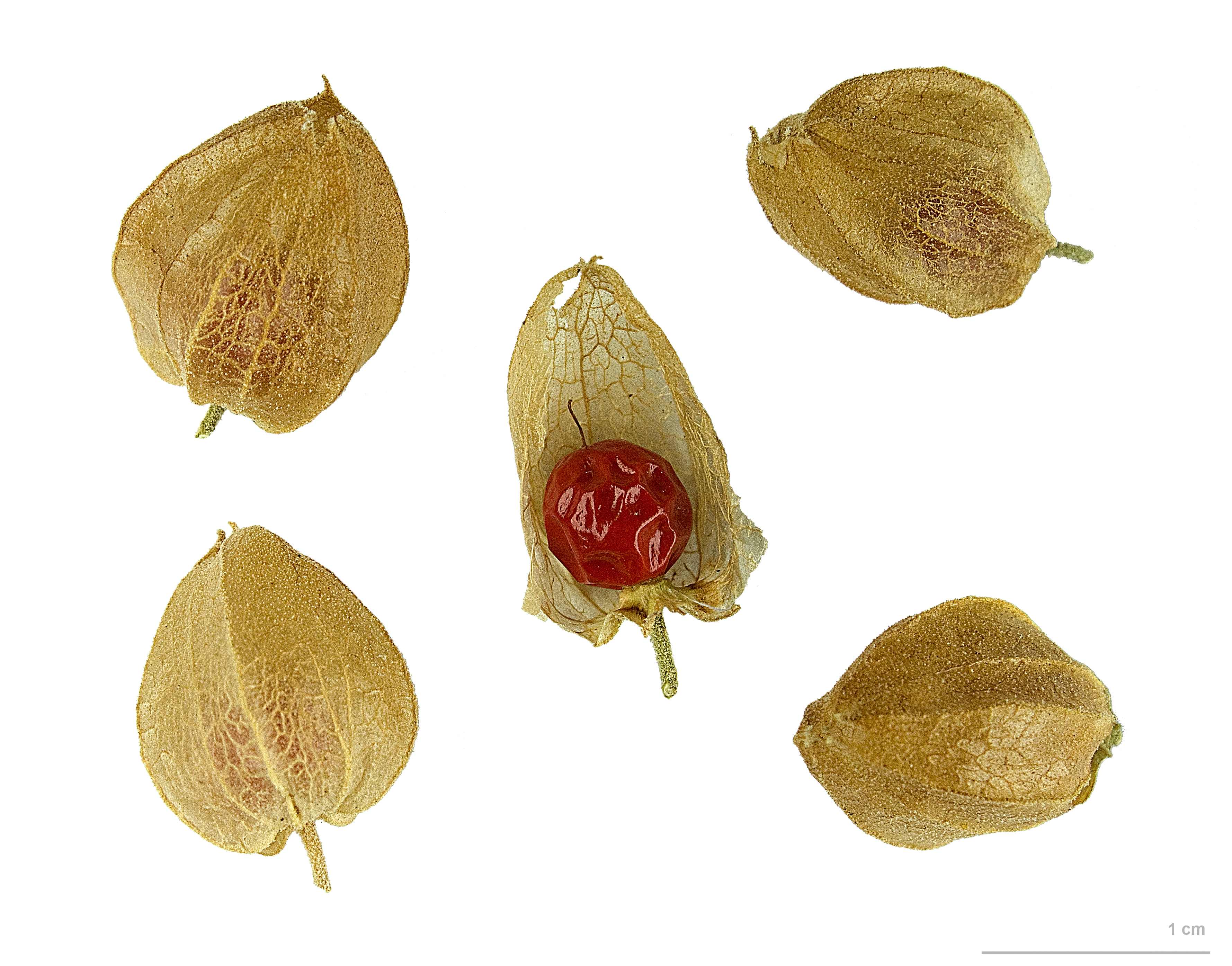
Zralé plody